# Ras-I Dowling
Ras-I Luis Dowling (Chesapeake, 9 maggio 1988) è un giocatore di football americano statunitense che gioca nel ruolo di cornerback nella National Football League (NFL) e attualmente è free agent. Fu scelto nel corso del secondo giro (33º assoluto) del Draft NFL 2011 dai New England Patriots. Al college ha giocato a football all'Università della Virginia.

## Carriera professionistica

### New England Patriots
Dowling fu scelto nel corso del giro del Draft 2011 dai New England Patriots. Nella sua stagione da rookie disputò le prime due gare dell'anno come titolare prima di infortunarsi a un tendine e rimanere fuori per tutto il resto della stagione. Nella sua seconda stagione disputò 7 gare, nessuna come titolare, facendo registrare 7 tackle e un passaggio deviato.
Il 28 agosto 2013, Dowling fu svincolato dai Patriots.

## Vittorie e premi
- American Football Conference Championship: 1

New England Patriots: 2011

## Statistiche
| Partite totali      | 9  |
| Partite da titolare | 2  |
| Tackle              | 10 |
| Sack                | 0  |
| Intercetti          | 0  |
| Fumble forzati      | 0  |

Statistiche aggiornate alla stagione 2012